# Halil İnalcık
Halil İnalcık (n. 26 mai 1916, Constantinopol, Imperiul Otoman – d. 25 iulie 2016, Ankara, Ankara (il), Turcia) a fost un istoric turc al Imperiului Otoman. Cercetările sale extrem de influente s-au concentrat pe aspectele sociale și economice ale imperiului. Cariera sa academică a început la Universitatea din Ankara, unde și-a susținut doctoratul și a fost profesor între 1940 și 1972. Între anii 1972 și 1986 a predat istoria otomană la Universitatea din Chicago. Începând din 1994 a predat la Universitatea Bilkent din Ankara, unde a fondat departamentul de istorie. A fost membru fondator al Academiei Eurasiatice din Baku.

## Biografie
S-a născut în Istanbul la 26 mai 1916, într-o familie tătară crimeeană, care a părăsit Crimeea în anul 1905. A urmat cursurile Școlii Normale din Balıkesir și apoi studii universitare de istorie la Facultatea de Litere, Istorie și Geografie a Universității din Ankara, pe care le-a absolvit în 1940. Studiile sale asupra lui Timur Lenk au atras atenția celebrului istoric turc Mehmet Fuat Köprülü, care i-a facilitat intrarea în învățământ ca asistent la Catedra de Istorie Modernă a universității. İnalcık și-a susținut doctoratul în 1942 la aceeași universitate. Teza sa de doctorat a analizat problematica bulgară în ultima fază a Imperiului Otoman, în special în perioada tanzimatului, și a constituit una dintre primele abordări socio-economice din istoriografia turcă. În decembrie 1943 a devenit profesor asistent, iar interesul său de cercetare s-a concentrat pe aspectele sociale și economice ale Imperiului Otoman. A cercetat registrele judiciare otomane de la Bursa și arhivele otomane din Istanbul. İnalcık a devenit membru al Societății Istorice Turce în 1947.
În 1949 a fost trimis de universitate la Londra, unde a cercetat inscripțiile otomane și turcești la British Museum și a participat la seminariile ținute de Paul Wittek la Școala de Studii Orientale și Africane. Aici a cunoscut alți istorici influenți, precum Bernard Lewis. A participat în 1950 la un congres organizat la Paris, unde l-a cunoscut pe Fernand Braudel, a cărui activitate a avut o mare influență asupra sa. İnalcık s-a întors în Turcia în 1951 și a devenit profesor la aceeași catedră în 1952. A predat ca profesor invitat la Universitatea Columbia în 1953–1954 și a lucrat pe post de cercetător la Universitatea Harvard în 1956–1957. La întoarcerea în Turcia, a ținut prelegeri despre istoria otomană, europeană și americană, precum și despre organizarea administrativă și reformele din epoca lui Atatürk. În 1967 a predat ca profesor invitat la Universitatea Princeton și la Universitatea Pennsylvania. A devenit membru al Asociației Internaționale de Studii Sud-Est Europene (în franceză Association Internationale des Etudes du Sud-Est Européen) în 1966 și a deținut președinția acestei instituții între 1971 și 1974.
În 1971 Universitatea Harvard i-a oferit un post de profesor permanent, iar Universitatea Pennsylvania i-a oferit un contract pe cinci ani. A refuzat ambele oferte, dorind să rămână în Turcia. Cu toate acestea, între timp, situația politică din Turcia s-a agravat, iar studenții au început să se implice tot mai mult în manifestațiile cu caracter politic, blocând procesul educațional. În 1972 a acceptat invitația de a ocupa un post de profesor la Universitatea din Chicago, unde a predat istoria otomană până în 1986. Între 1990 și 1992 a ținut prelegeri ca profesor invitat la Harvard și Princeton. În 1992 s-a întors în Turcia, la invitația Universității Bilkent din Ankara, unde a fondat departamentul de istorie și a predat cursuri de nivel postuniversitar până la moartea sa. În 1993 și-a donat colecția de cărți, jurnale și tipărituri cu privire la istoria Imperiului Otoman către biblioteca Universității Bilkent. A fost membru și președinte al mai multor organizații internaționale, a fost membru al Secției de Științe Istorice a Academiei Sârbe de Științe și Arte și, de asemenea, membru al Institutului de Studii Turcice.

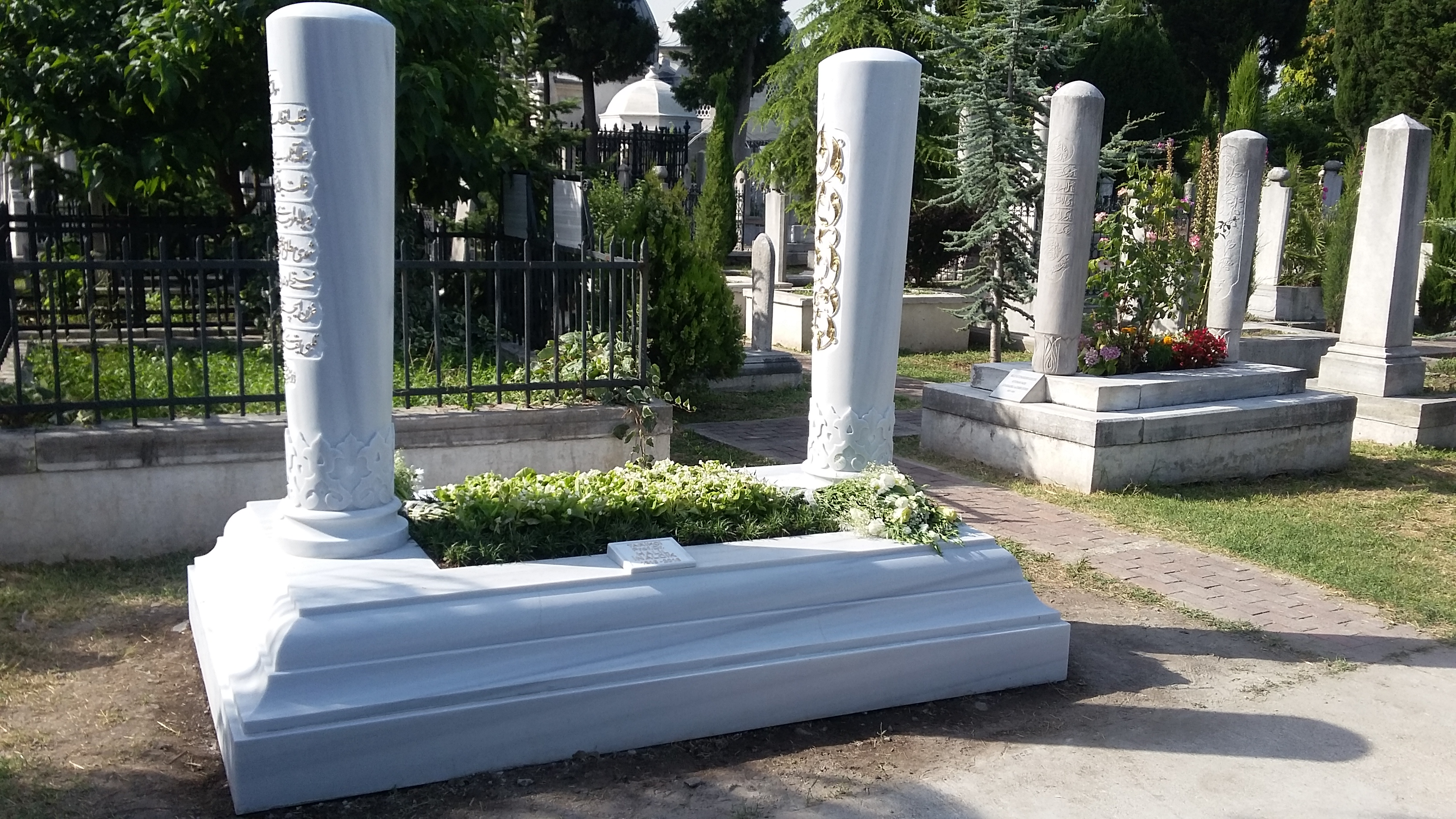
Mormântul lui Halil İnalcık, Moscheea Fatih din Istanbul.

İnalcık a murit la 25 iulie 2016.

## Activitatea sa de cercetare și impactul ei
Opera lui İnalcık s-a centrat pe analiza socială și economică a Imperiului Otoman. El și-a propus să combată toate prezentările ostile și părtinitoare la adresa turcilor existente în sursele bibliografice occidentale la începutul carierei operei sale, precum și prezentările istorice romantizate și naționaliste existente în Turcia. Printre relatările occidentale părtinitoare pe care a încercat să le combată a fost reprezentarea sultanului Mahomed Cuceritorul de către Franz Babinger ca o personalitate sadică și sângeroasă. El a criticat abordările generalizatoare ale istoriei otomane, argumentând că acestea nu aveau o perspectivă socială sau economică din cauza lipsei de aprofundare. A fost primul istoric care a studiat în profunzime documentele judiciare otomane pentru a cunoaște factorii socio-economici din societatea otomană. Când İnalcık și-a început cercetările în anii 1940, se credea că aceste documente sunt nefolositoare datorită în parte schimbărilor recente ale alfabetului și erau depozitate în condiții neadecvate sau deteriorate în mare parte.
İnalcık a corectat o serie de convingeri greșite cu privire la istoria otomană și turcă. Un astfel de exemplu a fost descoperirea lui că presupunerea conform căreia dinastia otomană ar fi provenit din tribul Kayı a fost fabricată în secolul al XV-lea. Potrivit lui Immanuel Wallerstein, İnalcık a influențat disciplina cercetării istorice prin metodologia sa unică și i-a determinat pe mulți studenți din școala sa de gândire să abordeze evenimentele istorice dintr-o perspectivă socio-economică și culturală.
El a fost influențat de lucrările lui Fuad Köprülü, Fernand Braudel și Ömer Lütfi Barkan.

### Listă de publicații
Cea mai importantă lucrare a sa a fost prima sa carte, Hicrî 835 tarihli Sûret-i defter-i sancak-i Arvanid (Înregistrări în registrul pentru Anul Hegirei 835 al sangeacului Albaniei), care a fost publicată la Ankara în 1954 și a analizat una dintre cele mai vechi cărți funciare disponibile în arhivele Imperiului Otoman.
- în engleză:[21]
  - „The Policy of Mehmed II toward the Greek Population of Istanbul and the Byzantine Buildings of the City” (1968)[22]
  - „Capital Formation in the Ottoman Empire” (1969), The Journal of Economic History, vol. 29, nr. 1, The Tasks of Economic History, pp. 97–140[23]
  - „Ottoman Policy and Administration in Cyprus after the Conquest” (1969)
  - History of the Ottoman Empire Classical Age / 1300–1600 (1973)
  - The Ottoman Empire: Conquest, Organization and Economy (1978)
  - Studies in Ottoman Social and Economic History (1985)
  - The Middle East and the Balkans under the Ottoman Empire: Essays on Economy and Society (1993)
  - An Economic and Social History of the Ottoman Empire, 1300–1914 (împreună cu Donald Quataert, 1994)
  - From Empire to Republic: Essays on Ottoman and Turkish Social History (1995)
  - Sources and Studies on the Ottoman Black Sea: The Customs Register of Caffa 1487–1490 (1996)
  - Essays in Ottoman History (1998)
- în turcă:[24]
  - Makaleler 1: Doğu Batı, Doğu Batı Yayınları 2005
  - Fatih devri üzerinde tetkikler ve vesikalar, Ankara, 1954
  - Osmanlı'da Devlet, Hukuk, Adalet, Eren Yayıncılık 2000
  - Osmanlı İmparatorluğu'nun Ekonomik ve Sosyal Tarihi Cilt 1 /1300-1600, Eren Yayıncılık, Prof. Dr. Donald Quataert ile 2001
  - Osmanlı İmparatorluğu'nun Ekonomik ve Sosyal Tarihi Cilt 2 / 1600–1914, Eren Yayıncılık 2004
  - Osmanlı İmparatorluğu – Toplum ve Ekonomi, Eren Yayıncılık
  - Osmanlı İmparatorluğu Klasik Çağ (1300–1600), Yapı Kredi Yayınları 2003
  - Tanzimat ve Bulgar Meselesi Eren Yayıncılık
  - ABD Tarihi, Allan Nevins/Henry Steele Commager (çeviri) Doğu Batı Yayınları 2005
  - Șair ve Patron, Doğu Batı Yayınları 2003
  - Balkanlar (Prof. Dr. Erol Manisalı ile)
  - Atatürk ve Demokratik Türkiye, Kırmızı Yayınınları (ed. I: iulie 2007 – ed. a II-a: dec. 2007)
  - Devlet-i Aliyye (ed. I: 2009)
  - Kuruluș – Osmanlı Tarihini Yeniden Yazmak
  - Tanzimat, Değișim Sürecinde Osmanlı İmparatorluğu (Mehmet Seyitdanlıoğlu ile birlikte) İș Bankası Kültür Yayınları 2011.
  - OSMANLILAR, Fütühat ve Avrupa İle İlișkiler
  - Has-Bağçede 'Ayș u Tarab – Nedimler Șairler Mutripler, İș Bankası Kültür Yayınları (2011)
  - Kuruluș ve İmparatorluk Sürecinde Osmanlı
  - Osmanlılar (2010)
  - Kuruluș ve İmparatorluk Sürecinde Osmanlı (2011)
  - Rönesans Avrupası Türkiye'nin Batı Medeniyetiyle Özdeșleșme Süreci, İș Bankası Kültür Yayınları (2011)
  - Osmanlı ve Modern Türkiye, Timaș Yayınları (2013)
  - Devlet-i 'Aliyye: Tagayyür ve Fesad, Osmanlı İmparatorluğu Üzerine Araștırmalar II, İș Bankası Kültür Yayınları (2014)

## Premii
- Medalia de onoare a Organizației Internaționale a Culturii Turce (TÜRKSOY)[25]

## Legături externe
- Pagina web oficială - Halil İnalcık Arhivat în 26 ianuarie 2013, la Archive.is
- Universitatea Bilkent - Colecția Halil İnalcık